# (6692) Antonínholý
(6692) Antonínholý ist ein Asteroid des Hauptgürtels, der am 18. April 1985 von der tschechischen Astronomin Zdeňka Vávrová (* 1945) am  Kleť-Observatorium (Sternwarten-Code 046) in Südböhmen auf dem Kleť in der Nähe der Stadt Český Krumlov entdeckt wurde.
Der Asteroid wurde am 2. Juni 2015 nach dem tschechischen Naturwissenschaftler und Chemiker Antonín Holý (1936–2012) benannt, der sich auf die Virusforschung spezialisierte und mit der Entdeckung des Wirkstoffs Tenofovir das wichtigste Arzneimittel in der HIV-Behandlung und -Prophylaxe schuf.